# 오스틴 FC
오스틴 FC(영어: Austin FC)는 텍사스주 오스틴에 위치한 미국의 프로 축구 클럽이다. 이 클럽은 서부 컨퍼런스의 일원으로 메이저 리그 사커(MLS)에 참가한다. 2018년에 창단된 이 클럽은 2021년 시즌에 경기를 시작했다. 홈 경기장은 오스틴 북부에 위치한 Q2 스타디움이다. 2021년 이전에는 미국에서 가장 큰 도시였던 텍사스주의 주도에서 경기를 치른 최초의 메이저 프로 스포츠 리그 팀이다.

## 역사
2019년 1월 15일 창단된 뒤 2021 시즌부터 MLS에 참가하여 그 이듬해인 2022 시즌에서 MLS컵 4강 진출(서부 컨퍼런스 준우승)의 돌풍을 일으키며 오스틴 FC 구단 역사상 MLS 역대 최고 성적을 거두었다.

## 역대 홈경기장
| 경기장      | 사용기간    | 장소            | 팀명      | 비고 |
| ----------- | ----------- | --------------- | --------- | ---- |
| Q2 스타디움 | 2021년~현재 | 텍사스주 오스틴 | 오스틴 FC | 빈칸 |

## 선수 명단

### 현역
참고: FIFA 자격 규정에 따라 소속된 국가대표팀 국기를 표시합니다. 선수는 복수의 FIFA 비회원국 국적을 가지고 있을 수 있습니다.
| 번호 | 포지션 | 국적 | 이름                |
| ---- | ------ | ---- | ------------------- |
| 10   | MF     |      | 세바스티안 드리우시 |
| 15   | DF     |      | 레오 배이새넨       |

| 번호 | 포지션 | 국적 | 이름 |
| ---- | ------ | ---- | ---- |